# Falaba
Falaba est une ville de la Province du Nord en Sierra-Leone dans le district du même nom.

## Histoire
Il s'agit de l'ancienne capitale du royaume de Solimana, ville forteresse de l'esclavage.
Elle fut visitée en 1822 par Alexander Gordon Laing puis en 1869 par William Winwood Reade. Samory Touré l'attaque en 1884, Manga Sewa, son chef, y trouvant la mort. N'fa Ali, un général de Samory la ravage alors. Falaba entre ainsi dans l'Empire wassoulou.
Peuple de plus de 6 000 habitants vers 1878, le déclin de la ville est totale après 1895 et elle est détruite entièrement lors de la Guerre civile sierra-léonaise en mai 1998. Depuis 2001, Falaba n'est plus qu'un village.